# Senderöd
Senderöd var ett frälsehemman norr om Helsingborg som förr lydde under Krapperups slott och senare Pålsjö slott. Området är numera en del av Helsingborg, då den nya stadsdelen Mariastaden har uppförts på platsen. Namnet kan även skrivas Senröd.

## Historik
Första gången namnet förekommer i skrift är 1461 då det beskriver ett torp kallat Senerödh och under 1500-talet skrevs namnet Senröd. Namnet tros komma från ordet "sennor" (senor), som är ett äldre namn på slipstenar, behandlade endast med händerna. Det är dock ej bekant huruvida, eller i så fall var, sandsten skulle ha brutits i området, men man vet att sandsten brutits vid Pålsjö. Efterledet "-röd" är besläktat med fornsvenskans "rydh", i betydelsen röjning eller nyodling i skog. Namnändelsen var på 1100-talet mycket vanlig i Skåne, men kan även härstamma från senare tid. Ett dokument från den 16 december 1469 visar att en fru Barbro, änka efter Stig Olofsson (Krognos), hade återfått rätten till torpet Senröd efter att ha återbetalt ett lån till Helsingborgs stad. År 1503 uppstod en konflikt mellan stadens borgare och dåvarande ägaren till Pålsjö gård, Sten Bille, då Bille protesterade mot att borgarna hade huggit ner skog på hans mark. Vid denna fastslogs att Pålsjö bäck utgjorde gränsen mellan Helsingborgs stadsmarker och Pålsjö gårds marker, vilka innefattade torpen Senderöd och Tinkarp.
På 1540-talet kommer de första skriftliga uppgifterna om byn Kungshult norr om Senderöd och öster om denna tillkom på 1600-talet gården Pilshult. Troligen har allt mer skog huggits ner i området och marken använts som slåtteräng eller betesmark, då den nuvarande Pålsjö skog år 1741 omskrevs som "vacker ungskog" och alltså varit relativt nyplanterad. Senderöd användes på 1800-talet som lertäkt till lerkärlsfabriken på Ruuthska bruket i Helsingborg. År 1914 inkorporerades Senderöd, tillsammans med Pålsjö, Tinkarp och Sofiero, med Helsingborgs stad. En större utbyggnad i området skedde 1920–27, då sinnessjukhuset Sankta Maria uppfördes i söder. Mellan 1921 och 1954 hade området spårvagnsförbindelse med Helsingborg. Sjukhusverksamheten avvecklades på 1990-talet, varefter byggnaderna byggdes om för att rymma kontors- och skollokaler. I parken runt sjukhuset uppfördes också ett antal bostadshus och hela området kom att gå under namnet Maria Park. År 1995 började utbyggnaden av Mariastaden. Dock används inte namnet Senderöd i anknytning till området, men namnet lever dock vidare i Senderöds koloniförening, belägen öster om Sankta Maria sjukhus.